# Enrico Mattioli
Enrico Mattioli (* 24. August 1955 in Zürich; † 26. Oktober 1991 in Paris) war ein Schweizer Maler und Bildhauer.

## Leben
Mattioli wurde 1955 als Sohn des Malers, Bildhauers und Eisenplastikers Silvio Mattioli (1929–2011) geboren. Sein Bruder Pietro Mattioli (* 1957) ist Fotograf und Künstler.
Nach einer Ausbildung an der Schule für Gestaltung in Zürich von 1972 bis 1975 brach er eine begonnene Graphikerlehre ab. Er bezog als einer der ersten Künstler ein Atelier in der Roten Fabrik in Zürich, die dort gelebte künstlerische Vielfältigkeit prägte die Entwicklung der Stadt mit.
Mattioli ging 1982 in die USA, wo er nebst Malereien auch grosse Holzskulpturen anfertigte. Der Aufenthalt wurde von der Stadt Zürich mit unterstützt. 1985 erhielt er von Zürich ein Stipendium, in den folgenden drei Jahren jeweils ein Stipendium des Kantons Zürich.
Zurück in Europa lebte er ab 1988 abwechselnd in Paris und Zürich. Seine Arbeiten wurden in zahlreichen Ausstellungen gezeigt, etwa im Helmhaus Zürich, im Kunstmuseum Bern, der Neville-Sargent Gallery in Chicago und der Galerie La Ferronerie B. Negrier in Paris.
Mattioli hielt sich 1991 in Paris auf, wo er seine erste Ausstellung mit seinen monumentalen Holzarbeiten vorbereitete. Bei einem Streit wurde er am 26. Oktober 1991 tödlich mit einem Messer verletzt, der Täter wurde nie gefasst. Enrico Mattioli wurde nur 36 Jahre alt.
Nach seinem Tod kümmerten sich Silvio und Pietro Mattioli um seinen Nachlass. Es entstanden weitere Ausstellungen in verschiedenen Städten in der Schweiz.